# Décembre 1917

## Événements
- France : arrestation de Joseph Caillaux pour « espionnage et trahison ».

- 5 décembre : « République nouvelle » au Portugal. Coup d’État de Sidónio Pais. Exil du président Bernardino Machado. Le parti germanophile, représenté par la droite monarchiste, triomphe. Le corps expéditionnaire en France est abandonné par le gouvernement. Sidónio Pais se fait élire président de la république au suffrage universel direct en 1918. Violente répression des opposants au régime (emprisonnements, exils).

- 6 décembre :
  - Halifax Nouvelle-Écosse : l'explosion du Mont Blanc, navire de munitions français, a rasé environ deux kilomètres carrés d'Halifax. Le nombre total de morts s'élève à plus de 2 000 personnes, 9000 blessés et 500 aveugles.
  - Indépendance de la Finlande.

- 9 décembre : armistice de Focşani entre l’Allemagne et la Roumanie.

- 11 décembre : proclamation d’un État lituanien placé sous la protection de l’empire allemand.

- 12 décembre, France : déraillement d’un train à Saint-Michel-de-Maurienne qui fait 435 victimes.

- 15 décembre : les Allemands et les Bolcheviks signent un armistice à Brest-Litovsk.

- 17 décembre :  élection fédérale canadienne. Robert Laird Borden, premier ministre (conservateur) du Canada est réélu après la victoire du Parti conservateur, qui obtient 153 sièges au Parlement contre seulement 82 aux Libéraux. Borden exclut les Québécois de son cabinet.

- 18 décembre : 
  - Allenby entre dans Jérusalem.
  - Armistice entre l’Empire ottoman et la Russie soviétique.

- 20 décembre, Russie soviétique : création de la Tchéka, police secrète soviétique, sous l’autorité de Félix Dzerjinski.

- 22 décembre : négociation de paix à Brest-Litovsk avec les Empires centraux.

- 26 décembre : Décret de nationalisation des chemins de fer des États-Unis sous la houlette de l'United States Railroad Administration.

- 31 décembre : le Sovnarkom reconnaît l’indépendance de la Finlande.

## Naissances
- 4 décembre : Paul Morelle, écrivain et journaliste français († 24 mai 2007).
- 13 décembre : John Hart, acteur américain († 20 septembre 2009).
- 16 décembre : Arthur C. Clarke, romancier de science-fiction britannique († 19 mars 2008).
- 19 décembre : Martin Auguste Winterberger, seul Français évadé du camp de concentration de Natzweiler-Struthof († 5 octobre 1993).
- 28 décembre : Mouloud Mammeri, écrivain, anthropologue et linguiste algérien († 26 février 1989).

## Décès
- 7 décembre : Léon Minkus, compositeur autrichien (° 23 mars 1826).
- 8 décembre : Mendele-Mokher-Sefarim, écrivain russe de langue hébraïque et yiddish.
- 10 décembre : Mackenzie Bowell, premier ministre du Canada.
- 31 décembre : Karl Meyer, as de l'aviation allemande de la Première Guerre mondiale (° 29 janvier 1894).